# 290-ті
У Римській імперії встановлена система тетрархії. У Китаї править династія Західна Цзінь, в Індії розпалася Кушанська імперія, у Персії править імперія Сассанідів.
На території лісостепової України Черняхівська культура. У Північному Причорномор'ї готи й сармати.

## Події
- У 293 році імператор Римської імперії Діоклетіан встановив систему тетрархії — поділу імперії на 4 адміністративні частини.